# Pikkelyes tölcsérgomba
A pikkelyes tölcsérgomba (Infundibulicybe squamulosa) a pereszkefélék családjába tartozó, Európában és Észak-Amerikában elterjedt, fenyvesekben élő, ehető gombafaj.

## Megjelenése
A pikkelyes tölcsérgomba kalapja 3-8 cm széles, alakja fiatalon lapos, közepe bemélyedő; később mélyen tölcséressé válik. Színe barna, fahéj- vagy mogyoróbarna, idősödve kifakul. Idősebb korban felszíne finoman pikkelykés lesz és széle hullámossá válhat.
Húsa vékony, fehéres. Íze és szaga nem jellegzetes vagy kissé lisztszerű.   
Közepesen sűrű lemezei lefutók. Színük fehéres vagy krémszínű.
Tönkje 3-7 cm magas és max. 1 cm vastag. Felszíne száraz, viszonylag sima. Színe a kalapéval megegyezik, tövét gyakran fehér micéliumfonadék borítja. 
Spórapora fehér. Spórája elliptikus vagy csepp alakú, sima, mérete 5-7,5 x 3-4,5 µm. 

### Hasonló fajok
A rókaszínű tölcsérgomba tűznyomon nő és dohos lisztszagú. 

## Elterjedése és termőhelye
Európában és Észak-Amerikában honos. Magyarországon ritka.
Fenyvesekben él az avaron vagy a mohaszőnyegen található meg egyesével vagy kisebb-nagyobb csoportokban. Májustól novemberig terem.  

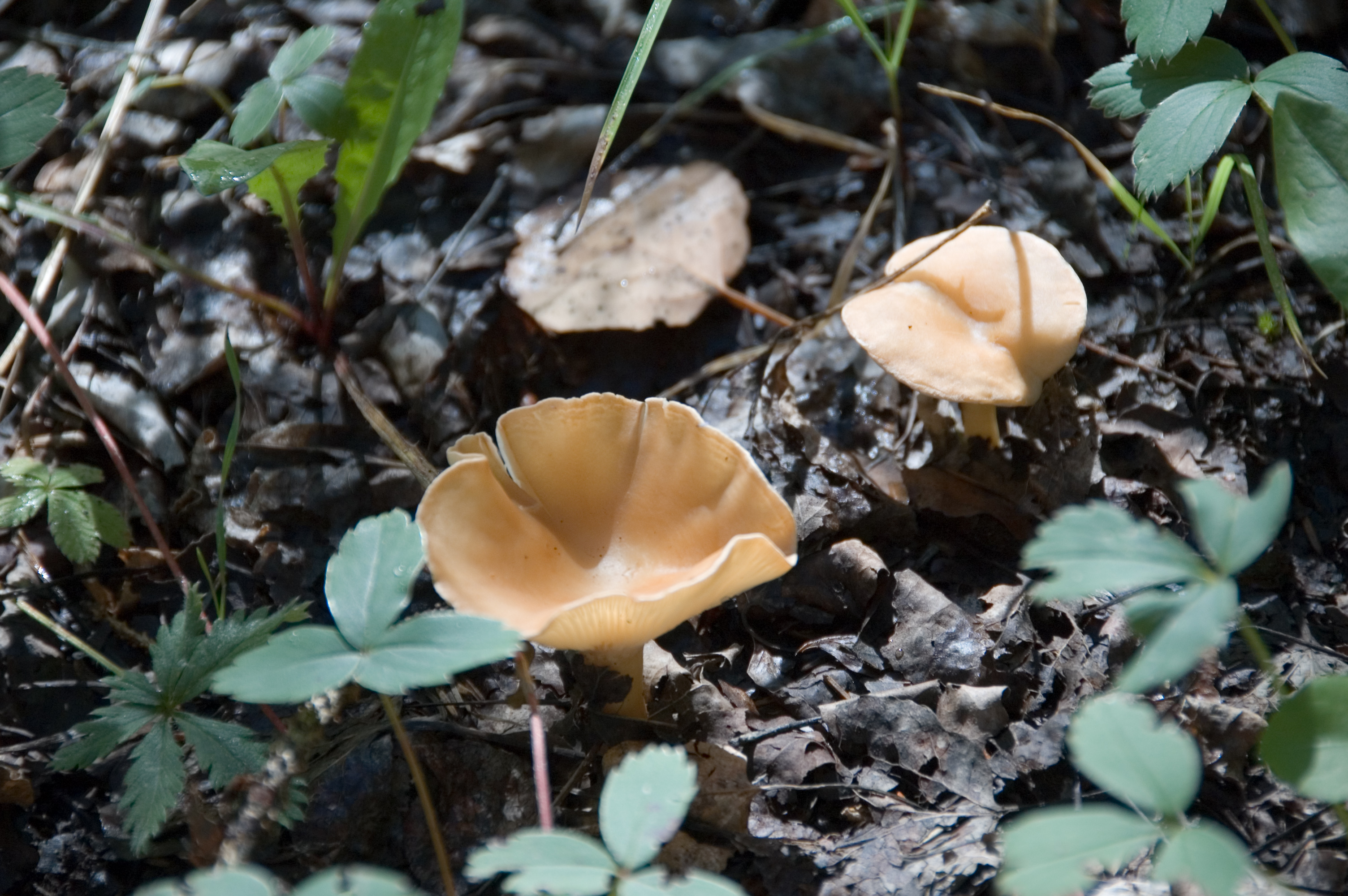
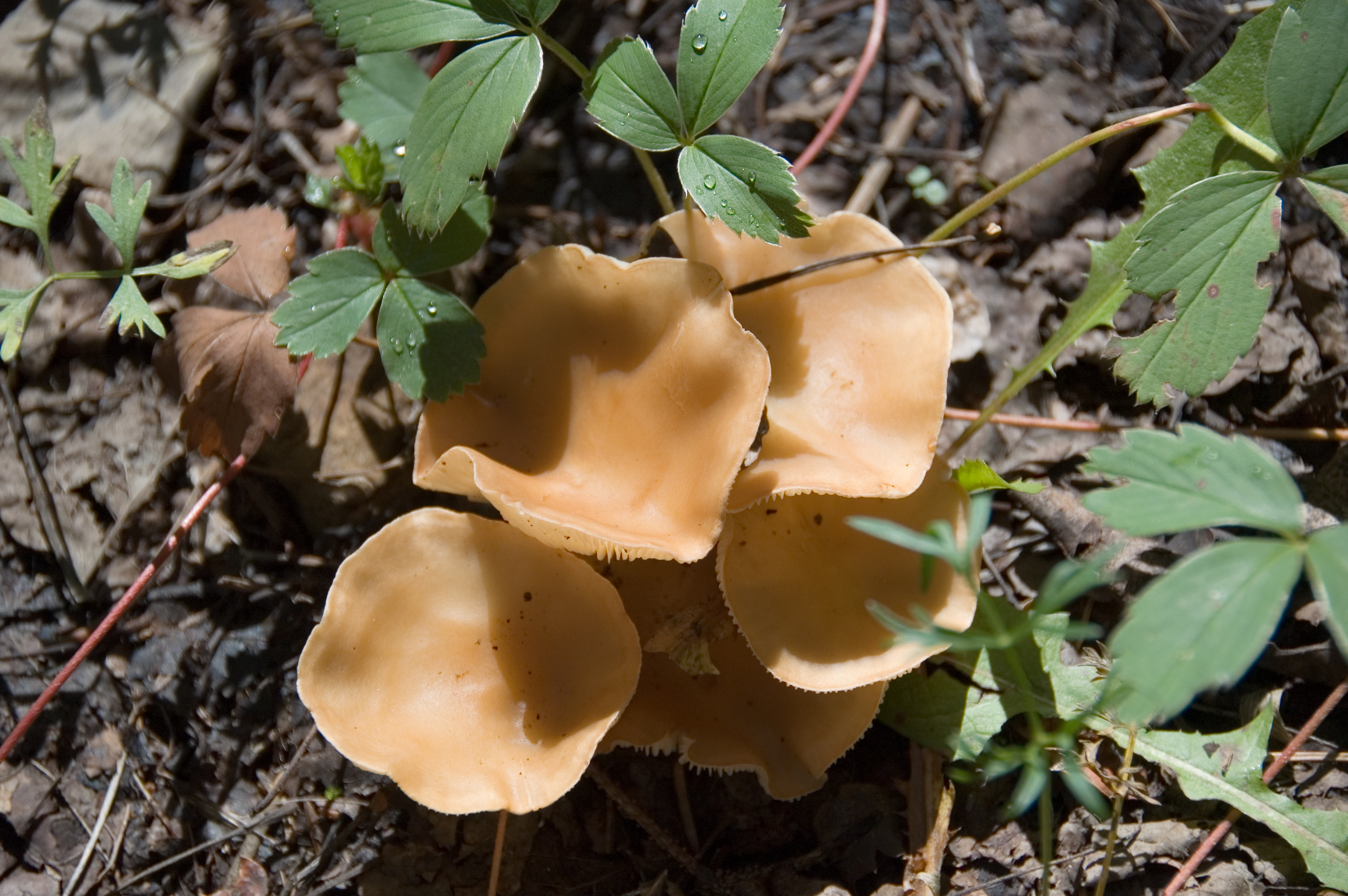
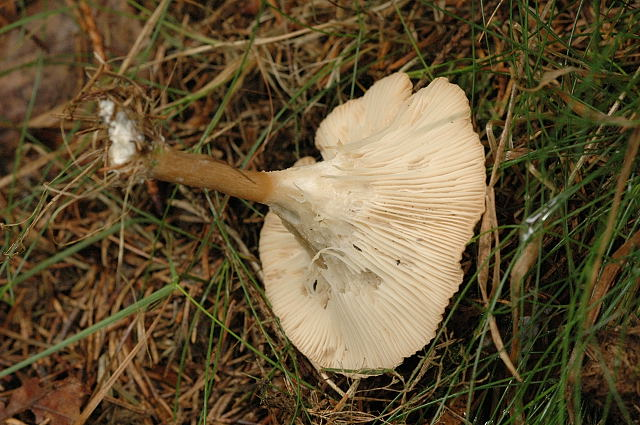
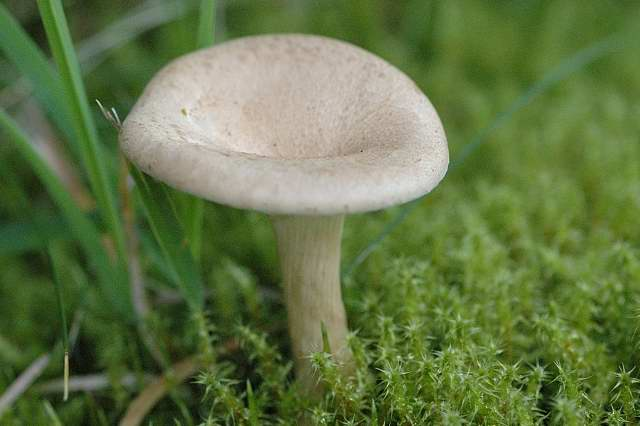
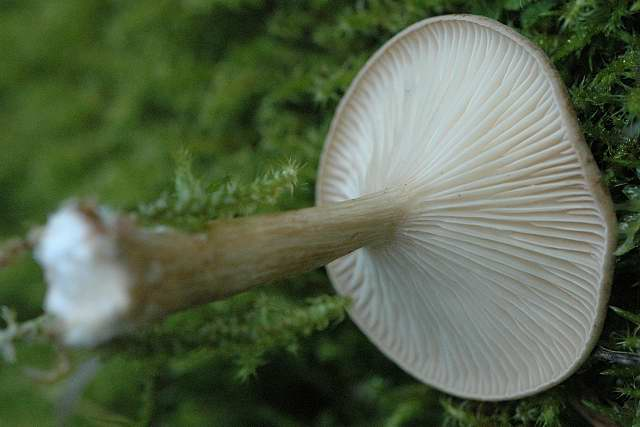

Ehető, bár nem túl ízletes gomba.  